# عبد الرحمن مبارك
عبد الرحمن مبارك (13 مايو 1985) لاعب كرة قدم بحريني يلعب حاليا لصالح نادي الدرجة الأولى الأهلي البحريني في مركز المهاجم من 2016.

## الإنجازات

### الرفاع
- الدرجة الأولى (2): 2005، 2012
- كأس ملك البحرين (1): 2010
- كأس الاتحاد البحريني (1): 2004

### المحرق
- الدرجة الأولى (1): 2015